# Voiron

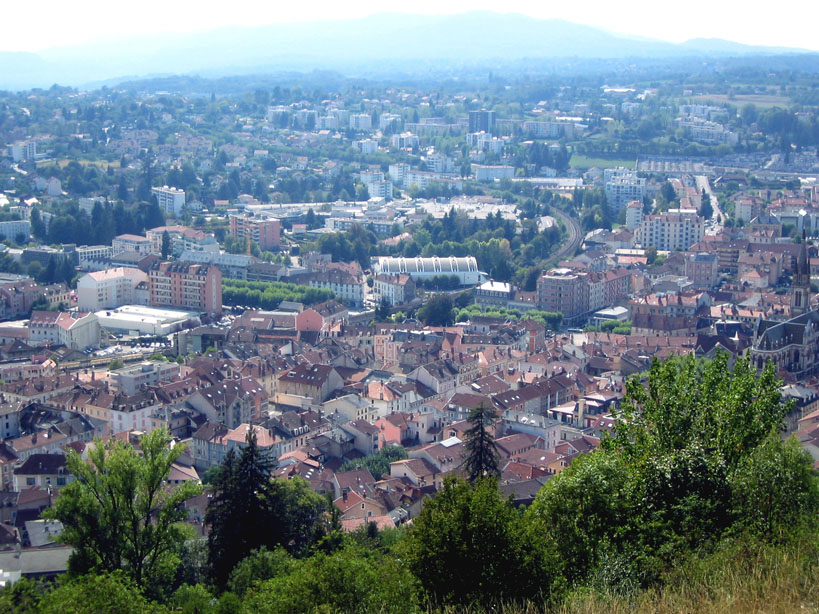
Blick auf Voiron vom Bois Joli

Voiron ist eine Gemeinde mit 21.604 Einwohnern (Stand 1. Januar 2022) im Département Isère in der Region Auvergne-Rhône-Alpes und liegt im Südosten Frankreichs, etwa 23 km nordnordwestlich der Präfektur Grenoble, 72 km südöstlich der Stadt Lyon und 100 km südsüdwestlich der Stadt Genf (Luftlinie). Voiron wird eingefasst vom Massif du Vercors im Süden und im Osten vom Massif de la Chartreuse.

## Geschichte
Während des Zweiten Weltkrieges war das umgebende Vercorsgebirge die Hochburg der französischen Résistance und Schauplatz blutiger Kämpfe zwischen Franzosen und Deutschen. An den Schauplätzen der Kämpfe finden sich Gedenktafeln an das Geschehen und für die Opfer des damaligen „Erbfeindes“.

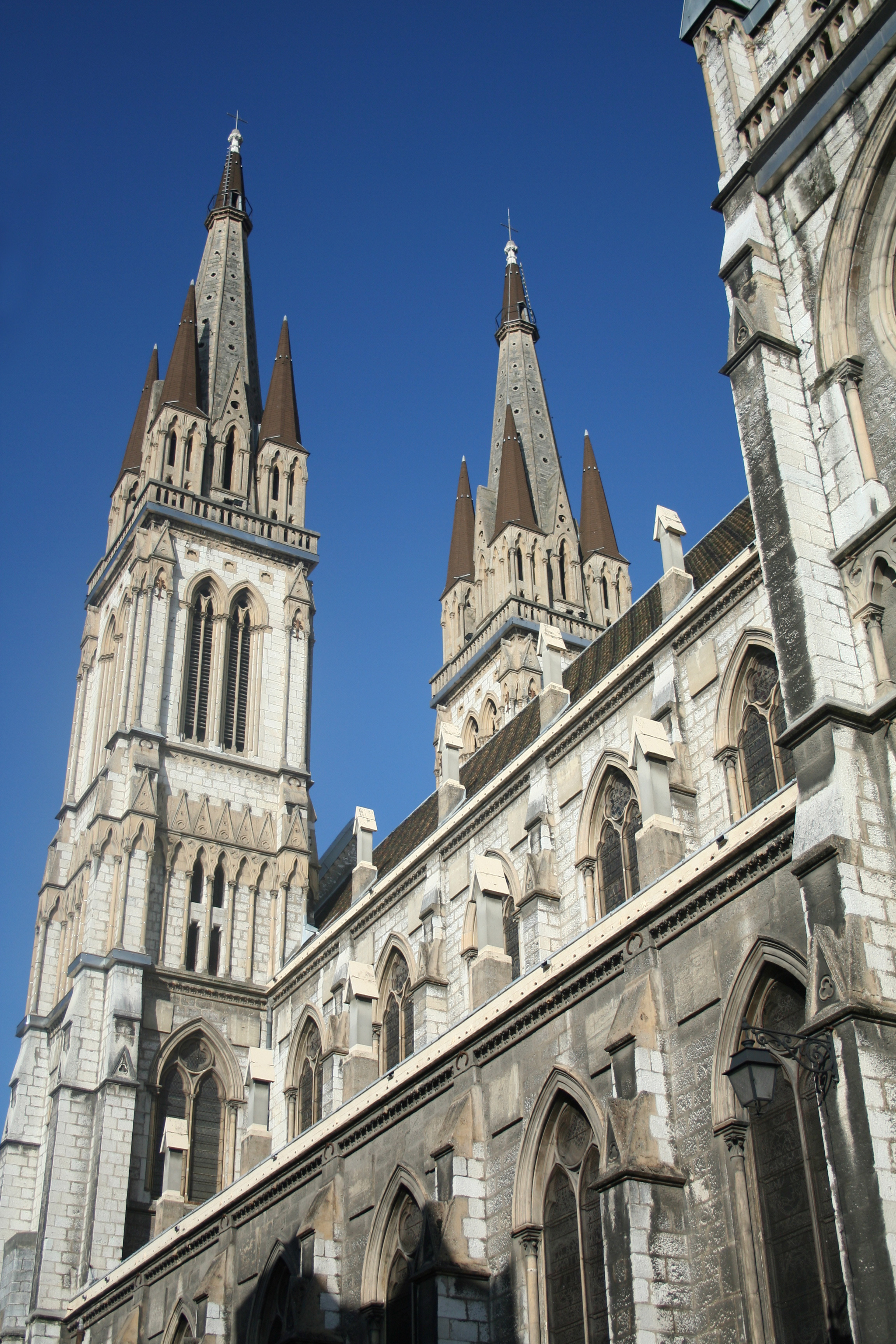
Kirche Saint-Bruno

## Bevölkerungsentwicklung
| Jahr                       | 1962   | 1968   | 1975   | 1982   | 1990   | 1999   | 2011   | 2017   |
| Einwohner                  | 14.437 | 17.587 | 19.420 | 18.911 | 18.686 | 19.794 | 19.579 | 20.108 |
| Quellen: Cassini und INSEE |        |        |        |        |        |        |        |        |

## Wirtschaft
In Voiron sind verschiedene Industriezweige ansässig:
- Skifabrikation; die Firma Rossignol ist weltbekannt.
- Textilindustrie
- Metallverarbeitung
- Möbelindustrie
- Nahrungs- und Genußmittelindustrie
- Einzelhandel
- Papierindustrie

### Verkehr
Zufahrten
- Straße: Voiron ist über die französische Autobahn A48, Ausfahrt „Voiron-Champfeuillet“ zu erreichen.
- Schiene: Der Bahnhof Voiron liegt an der Eisenbahnstrecke der SNCF zwischen Lyon und Grenoble.
  - der „Lazer“, eine Regionalschnellbahn, verbindet Voiron mit Grenoble mehrere Male pro Tag.
- Der nächstgelegene Flughafen ist der Grenoble/Saint-Geoirs.

## Sehenswürdigkeiten
- Die Kreideformationen des Vercorsgebirges begünstigen das Entstehen von Tropfsteinhöhlen
  - zum Beispiel die etwa 30 km Süd-Südwestlich gelegene „Grotte de Choranche“, in der hohle, makkaroniförmige Stalaktiten, hauchdünne, bis zu drei Meter lange Fistuleuses zu sehen sind,
  - zum anderen treffen unterirdisch zwei Flüsse in einem Höhlensee zusammen, dieses Phänomen ist in Europa einzigartig.
- Im „Massif de la Chartreuse“ befindet sich das erste Kartäuserkloster, La Grande Chartreuse, dessen Mönche seit 1737 aus 130 ausgewählten, in ihrer Zusammensetzung geheimen Kräutern einen hochprozentigen Likör herstellt: Das „Elixir Végétal“ mit 71 Volumenprozent Alkohol, mit 55 Volumenprozent Alkohol der „Chartreuse grün“ (Chartreuse verte) und mit etwa 40 Volumenprozent der „Chartreuse gelb“ (Chartreuse jaune). Die Brennerei im Stadtinnern lässt sich auch besichtigen.
- Das Stadtbild beherrscht die im 19. Jahrhundert im Stil einer Kathedrale erbaute Kirche Saint Bruno.
- Eines der ältesten Gebäude der Stadt ist die im Mittelalter erbaute vormalige Pfarrkirche Saint Pierre.
- Zur Statue von Notre-Dame-de-Vouise auf einer Anhöhe über der Stadt (737 m) mit schönem Ausblick auf die Stadt und die umgebenden Berge führt ein etwas mühevoller Aufstieg von etwa einer dreiviertel Stunde.
- Der Stadtpark mit 30.400 Quadratmeter Fläche wurde der Stadt 1921 per Testament durch Marie-Thérèse Castelbon, geborene Becquart überlassen.
- Zweimal pro Woche wird in der Stadt unter freien Himmel ein öffentlicher Markt abgehalten. Am 10. und 11. November findet seit 1356 alljährlich der Martinsmarkt statt.

## Partnerschaften
1966 ist die Stadt eine Partnerschaft mit dem deutschen Kreis Herford und seinen neun Kommunen in Nordrhein-Westfalen eingegangen. Es folgte 1971 ein Partnerschaftsvertrag mit Šibenik in Jugoslawien und 1985 mit Bassano del Grappa in der italienischen Provinz Vicenza, Venetien.

## Söhne und Töchter der Gemeinde
- Madame Thenard (1757–1849), Schauspielerin
- Jean-Baptiste Guimet (1795–1871), Chemiker
- Paul Vial (1855–1917), Missionar
- Lucien Hussel (1889–1967), Politiker und Résistant
- Maurice Ponte (1902–1983), Physiker und Radar-Pionier
- Jean Collomb (1922–2013), Kameramann und Kurzfilmregisseur
- René Genin (* 1931), Radrennfahrer
- Stéphane Gervasoni (* 1967), Jurist
- Olivier Cotte (* 1972), Freestyle-Skier
- Mélina Robert-Michon (* 1979), Diskuswerferin
- Fabien Centonze (* 1996), Fußballspieler